# Episodi di Im Namen des Gesetzes (terza stagione)
La terza stagione della serie televisiva Im Namen des Gesetzes è stata trasmessa in anteprima in Germania dalla RTL Television tra il 26 febbraio 1998 e il 30 giugno 1998.
| nº | Titolo originale     | Titolo italiano | Prima TV Germania | Prima TV Italia |
| -- | -------------------- | --------------- | ----------------- | --------------- |
| 1  | Selbstjustiz         | inedito         | 26 febbraio 1998  | inedito         |
| 2  | Der Vollmondmörder   | inedito         | 5 marzo 1998      | inedito         |
| 3  | Unfall               | inedito         | 12 marzo 1998     | inedito         |
| 4  | Doppelpack           | inedito         | 19 marzo 1998     | inedito         |
| 5  | Babymord             | inedito         | 26 marzo 1998     | inedito         |
| 6  | Tödliches Wissen     | inedito         | 2 aprile 1998     | inedito         |
| 7  | Alte Rechnungen      | inedito         | 9 aprile 1998     | inedito         |
| 8  | Die Gunst der Stunde | inedito         | 28 aprile 1998    | inedito         |
| 9  | Kukuckskind          | inedito         | 5 maggio 1998     | inedito         |
| 10 | Der gute Onkel       | inedito         | 12 maggio 1998    | inedito         |
| 11 | Der dritte Stich     | inedito         | 19 maggio 1998    | inedito         |
| 12 | Der kleine Finger    | inedito         | 26 maggio 1998    | inedito         |
| 13 | Der letzte Schlag    | inedito         | 9 giugno 1998     | inedito         |
| 14 | Die Erpressung       | inedito         | 16 giugno 1998    | inedito         |
| 15 | Götterdämmerung      | inedito         | 23 giugno 1998    | inedito         |
| 16 | Graffiti             | inedito         | 30 giugno 1998    | inedito         |